# Estrella de carbono
Una estrella de carbono es una estrella de tipo tardío similar a las gigantes rojas (u ocasionalmente enana roja) cuya atmósfera contiene más carbono que oxígeno (a diferencia de las estrellas «normales»). Los dos elementos se combinan en las capas más externas de la estrella, formando monóxido de carbono, el cual consume todo el oxígeno en la atmósfera, dejando el carbono libre para formar otros compuestos de carbono, dando a la estrella una atmósfera «tiznada», y apariencia roja sobresaliente para observadores humanos. Las características espectrales de estas estrellas son muy distintivas, y fueron reconocidas por primeras vez por su espectro por Angelo Secchi en los años 1860 —los primeros años de la espectroscopia astronómica—.

## Mecanismos astrofísicos
Se suele subdividir las estrellas de carbono para explicar las diferentes clases por diferentes mecanismos astrofísicos. McClure distingue entre estrellas de carbono clásicas, y otras no-clásicas que son menos masivas.
En las estrellas de carbono clásicas, se cree que la abundancia de carbono es un producto de la fusión de helio, específicamente el proceso triple alfa en el interior de una estrella, el cual las gigantes alcanzan cerca del final de sus vidas en la llamada Rama asintótica gigante (en inglés AGB, Asymptotic Giant Branch). Estos productos de la fusión nuclear han sido traídos a la superficie estelar por episodios de convección posteriores a la producción de carbono y otros elementos. Normalmente este tipo de estrella de carbono AGB fusiona hidrógeno en una capa de combustión de hidrógeno, pero en episodios separados por 104-105 años, la estrella pasa a la fusión de helio en una 
capa, mientras la fusión de hidrógeno cesa temporalmente. En esta fase la luminosidad de la estrella aumenta, y material del interior estelar (en particular carbono) asciende. Puesto que la luminosidad se eleva, la estrella se expande con lo que la fusión de helio cesa, y la fusión de hidrógeno se reanuda. En estas fases de fusión rápida de helio, la pérdida de masa de la estrella es considerable, y luego de varios episodios, una estrella AGB se transforma en una enana blanca caliente, y su atmósfera es el material para una nebulosa planetaria.